# Myiodynastes hemichrysus
Myiodynastes hemichrysus là một loài chim trong họ Tyrannidae.